# Casas de Misericordia en San Sebastián

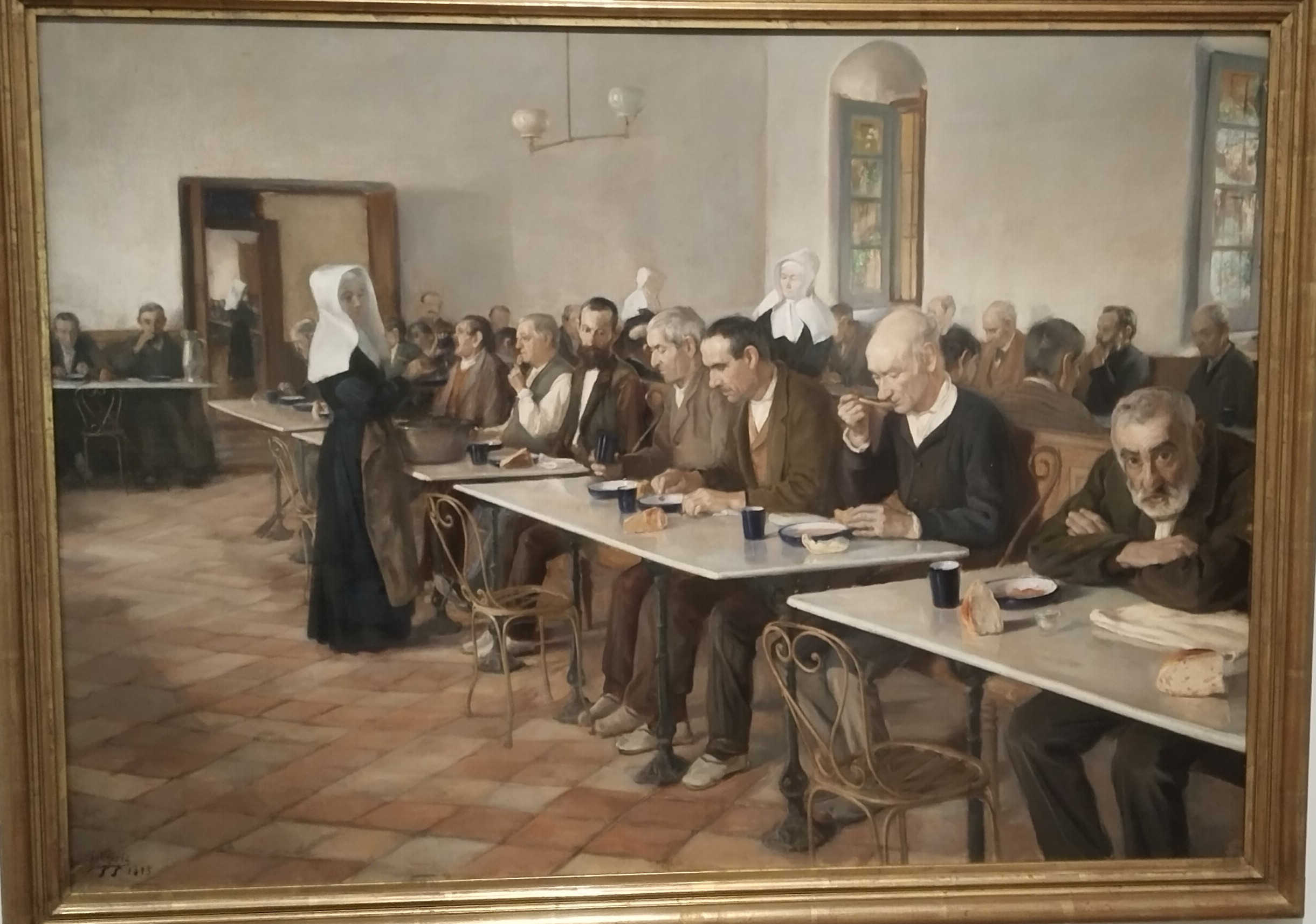
Refectorio de la Beneficencia de San Sebastián

Las Casas de Misericordia fueron instituciones benéficas de caracter  religioso y asistencia social,   financiadas principalmente por ayuntamientos y benefactores particulares.
Surgieron originalmente con el propósito de ofrecer auxilio a los peregrinos del Camino de Santiago y posteriormente fueron  destinados a la atención de  enfermos menesterosos,  a  recoger  niños expósitos, personas con discapacidades, enfermos mentales,   mendigos, mujeres marginadas socialmente, y afectados por diversas epidemias, en especial el cólera.

## Historia
La primera Casa de la Misericordia de la que hay referencia en San Sebastián es el Hospital  de San Lázaro en el barrio de San Martín. Fue fundado por la Orden de Calatraba en 1485 y se  destinó principalmente a enfermos con el mal de San Lázaro o lepra. Fue destruido por un incendio en 1512, reedificándose en 1538, y más tarde, por real cédula del Rey Felipe V, se reedificó nuevamente en 1714. Era una casa de Misericordia para los pobres de ambos sexos que fueran naturales de la ciudad. Estaba situado en el barrio de San Martín y tenía un pequeño hospital y un cementerio adyacente.
Posteriormente la ciudad de San Sebastián, llevada de sus sentimientos filantrópicos, fundó un establecimiento benéfico con el nombre de Hospital de San Antonio Abad en el barrio de Santa Catalina, como se comprueba en la introducción a las ordenanzas aprobadas en 1787 por el Rey  Carlos III.
En 1789 se dictó una ley provincial por la que las reas a quienes se imponga una pena por sus amancebamientos y prostituciones escandalosas, sean destinadas a la Casa de Misericordia de San Sebastián.
La administración de estos  establecimientos estuvo encargada a Juntas o Hermandades bajo el patronato del Ayuntamiento. En los barrios extramuros de San Martín y Santa Catalina tuvieron su asiento estos edificios que desaparecieron, como la ciudad entera, en la  hecatombe de 1813.
Tras un breve plazo en que se dieron los servicios benéficos en barracas cedidas generosamente por sus propietarios, se reedificó de la mejor manera posible el antiguo asilo en el barrio de San Martín, que volvió a recibir a sus pobres en 1815. Este edificio perduró en sus funciones hasta 1840 y desde 1830 fue regido por las Hermanas de la Caridad de San Vicente de Paúl que atendían a 250 asilados.
En 1840, la ciudad de San Sebastián fundó  un establecimiento benéfico que reunía la Misericordia y el Hospital civil situado en el barrio de Santa Catalina con el nombre de Hospital de San Antonio Abad.  Contó la misma con una capacidad para 100 enfermos hospitalizados y 200 ancianos o niños asilados.
El Hospital de San Antonio Abad y la Casa de Misericordia no podían tener vida independiente por la penuria de sus arcas, y tuvieron de constituir ambas una sola hermandad  para hacer desde entonces vida común.  
Hacia 1842, con el importe de otros legados y herencias, se levantó un edificio destinado a misericordia  sobre el derruido convento de San Francisco de Atocha, cedido para ese fin por la reina gobernadora  María Cristina en 1836. Cesó su actividad en 1912. Para su mantenimiento contó con treinta Hijas de la Caridad.  
Su principal bienhechor fue  Manuel de Zabaleta. Nacido en San Sebastián en 1698, fue coronel de milicias voluntarias en Cuba y falleció en La Habana en 1836. Su donación á la Misericordia ascendió  á la suma de dos millones trescientos ochenta y un mil doscientos cinco reales, oro todo ello. La ciudad de San Sebastián dedicó una calle en su memoria.
El gran desarrollo adquirido por la población con motivo del derribo de las murallas en 1863 obligó al Ayuntamiento y a la Junta a la construcción de un nuevo hospital inaugurado en 1887 con el nombre de Hospital Civil  San Antonio Abad contando para su mantenimiento con treinta Hijas de la Caridad.
Siendo crecientes también las necesidades de los pobres, adquirió la Junta en 1886 el antiguo convento de Uba, para instalar en él a los niños menores de siete años, dando así servicio a los enfermos en el hospital, a los adultos pobres en Atocha y a los párvulos en Uba (Loyola).

## Asilo Reina Victoria y Asilo Matía
A finales del siglo XIX las necesidades de San Sebastián fueron aumentando  y se hizo necesario la construcción del nuevo Asilo “Reina Victoria” en los terrenos del caserío Zorroaga.
La Junta de Patronato de la Beneficencia fue la encargada de patrocinar y dirigir la institución. Estaba formada por el Ayuntamiento y por acaudalados conciudadanos que tomaron a su cargo la dirección y administración de los establecimientos benéficos donostiarras.
La primera piedra la colocó la propia reina Victoria Eugenia en 1906 y la inauguración oficial fue en 1910.
Las Hermanas de la Caridad fueron las encargadas de su actividad y la atención médica recayó en el médico Luis Alzúa (San Sebastián 1856), al que la ciudad le distinguió con la Cruz de Beneficencia.
Disponía de un pabellón para niños, otro para niñas y dos pabellones para 180 anciano(a)s cada uno.
Respecto al asilo Matía, fue fundado por José Matía Calvo  gracias al cuantioso legado que donó a la institución. La ciudad de San Sebastián dedicó una calle en su memoria.
El asilo se inauguró en 1899  en los terrenos de Zapatari con la inestimable colaboración de  Ricardo Bermingham, que venciendo no pequeñas dificultades, llevó á feliz término los  deseos del fundador.
El asilo Matía podía albergar en sus inicios a cuarenta internos, veinte hombres y veinte mujeres y era regido por las Hermanas de la Caridad.
En 1966 el Ayuntamiento de San Sebastián entregó la medalla de plata de la ciudad a la hermana de la caridad María Mendiguren Irizar, en reconocimiento a los 50 años de servicios ininterrumpidos en el Asilo Matía.

## Otras Instituciones
A lo largo del siglo XX hubo en San Sebastián otras instituciones que atendían a menesterosos:
-Asilo de Caridad en el alto de San Bartolomé con 135 asilados. Regido por las hermanitas de los pobres y creado en 1904.
-Asilo de niños San José para niños de mujeres trabajadoras. Regido por las hijas de la caridad.
-Asilo San Rafael para niñas ciegas regentado por monjas dominicas e inaugurado en 1905. Llegó a albergar 70 niñas y al ser el primer colegio de estas características que hubo en España  venían niñas de toda la geografía nacional.  En muchos casos la ceguera era secuela  de una meningitis.
-La Gota de Leche, que proporcionaba leche maternizada y atención médica a los niños necesitados. Regido por las hijas de la caridad.  
- Consultorio médico Santa Isabel para atender a personas sin recursos. Fundado en 1910 por el médico Charles Vic y que se clausuró en 1960.
- Cantinas escolares: Las cantinas escolares fueron unas instituciones de tipo benéfico que proporcionaban alimentos gratuitos a los niños necesitados a lo largo del curso escolar.
En 1924 1.100 niños eran atendidos en los comedores de seis cantinas en San Sebastián.  